# Sur le chemin de l'école
Pour plus de détails, voir Fiche technique et Distribution.
Sur le chemin de l'école est un documentaire français réalisé par Pascal Plisson, sorti en 2013. À la suite de ce film, l'Association Sur Le Chemin de l'École a été constituée en 2014 par le producteur du film, Barthélémy Fougea pour soutenir l'accès à l'éducation dans le monde et dont les premiers bénéficiaires ont été les protagonistes du film.

## Synopsis
Sur le chemin de l'école narre les histoires parallèles de 4 enfants des quatre coins du monde pour qui aller à l'école est un véritable périple.
Au Kenya, Jackson, 11 ans, doit marcher 15 km dans la savane et éviter les animaux sauvages comme les éléphants avec sa petite sœur Salomé.
Dans les montagnes de l'Atlas, au Maroc, Zahira, 12 ans, accompagnée de ses copines, rejoint son internat au terme de 22 km soit 4 heures de marche sur des chemins caillouteux.
En Argentine, Carlito, 11 ans, traverse à cheval les plaines de Patagonie sur 18 km, avec sa petite sœur Mikaela comme passagère.
En Inde, Samuel, 13 ans, qui a perdu l'usage de ses jambes et des bras, est emmené à l'école par ses deux frères Emmanuel et Gabriel, qui poussent ou tirent son fauteuil roulant pendant 1 h 15 min sur des chemins à conditions difficiles.
- Titre : Sur le chemin de l'école
- Réalisateur : Pascal Plisson
- Scénario : Marie-Claire Javoy et Pascal Plisson
- Musique : Laurent Ferlet
- Photographie : Simon Watel
- Son : Emmanuel Guionet
- Montage : Sarah Anderson et Sylvie Lager
- Production : Barthélémy Fougea et Stéphanie Schorter Champenier
- Sociétés de production : Winds, Ymagis, Hérodiade, DreamWorks SKG
- Société de distribution : The Walt Disney Company France (France ; salles)
- Durée : 77 minutes
- Date de sortie : 25 septembre 2013

## Box-office
- France : 1 384 572 entrées[2]
- Monde : 1 659 965 entrées (6 pays)[3]

Sur le chemin de l'école serait, selon le classement annuel du Film français, le film le plus rentable de l'année 2013. Ce classement se fonde sur les recettes en salles en regard du budget prévisionnel annoncé au CNC. Avec plus de 1,2 million d'entrées en France (arrêté au 1er mars 2014) pour un devis de 2,28 millions d'euros, le film peut s'enorgueillir d'un taux de rendement de 164,8 %, ce qui le place assez largement en première place pour cette année-là.

## Série dérivée
Le film se décline en une série documentaire, Les Chemins de l'école, proposant de nouvelles rencontres en 3 épisodes de 52 minutes qui sont diffusés du 26 avril au 10 mai 2015 sur France 5. 

## Distinctions

### Récompenses
- César 2013 : meilleur film documentaire
- Prix Henri-Langlois du film documentaire 2014
- Prix INIS du 17e Festival international du film pour enfants de Montréal[4]
- Trophées francophones du cinéma 2014 : Trophée francophone du long-métrage documentaire